# Гарсиа Грана, Франсиско
Франсиско Гарсиа Грана (исп. Francisco García Grana; 31 декабря  1913, Малага — октябрь 2000) — испанский политический и государственный деятель, мэр Малаги (1958—1964).

## Биография

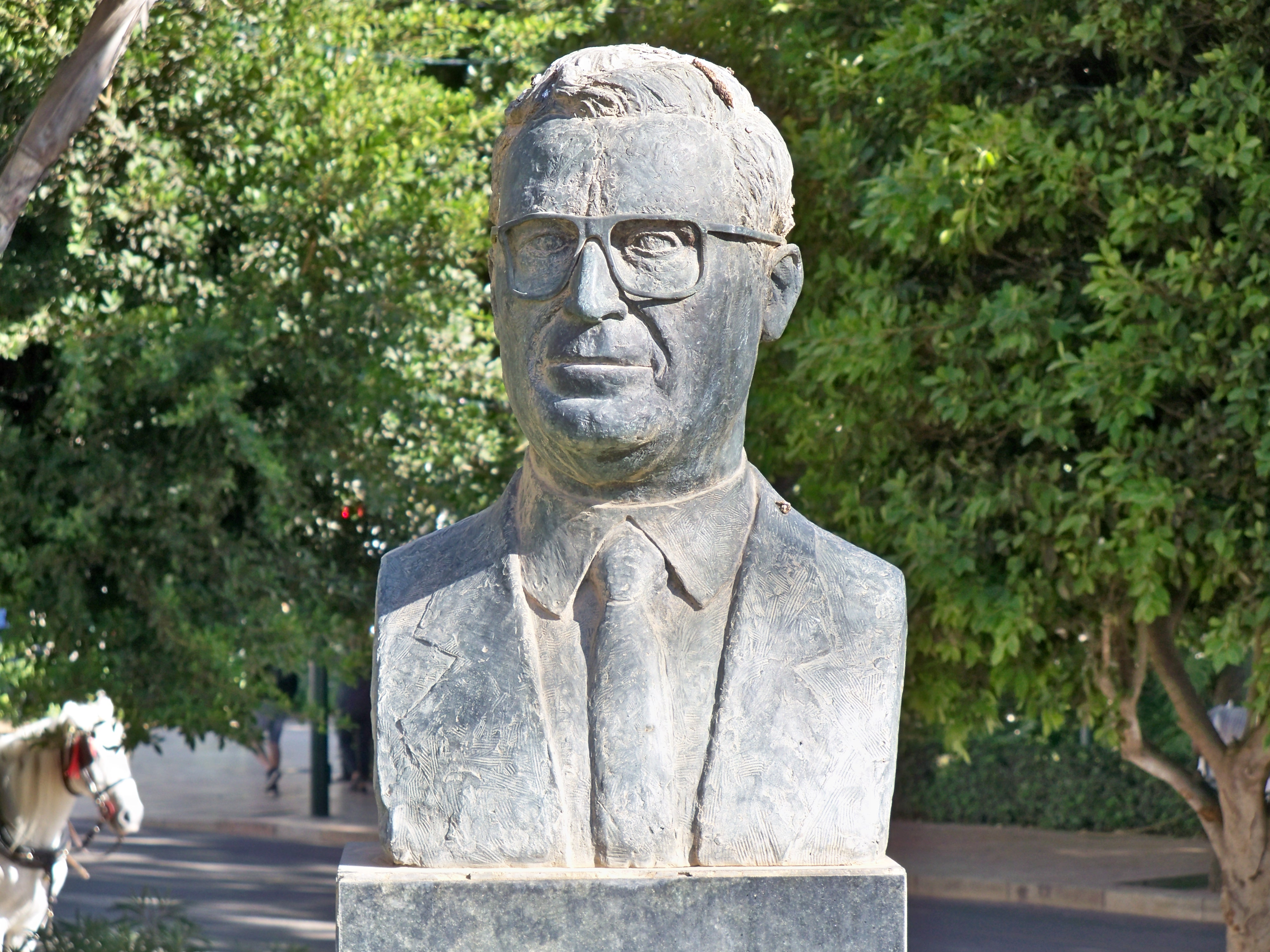
Бюст Франсиско Гарсиа Грана в Малаге

Сын мельника. Изучать право в университете Гранады, стал юристом. На протяжении многих лет принимал активное участие в общественной жизни города.
Был членом Либеральной партии.
В 1958 году стал мэром Малаги. Это произошло в трудное время для 300-тысячного города. Ф. Гарсиа Грана сразу же столкнулся со значительными организационными и экономическими трудностями в управлении Малагой.
За период руководства мэрией (до 1964) внёс значительный вклад в развитие города. В течение следующих нескольких лет, развивал базовую инфраструктуру, занимался всем, начиная от тротуаров, мощения и освещения целых кварталов, строительства муниципальных рынков, прокладки нового проспекта Rosaleda до открытия первого факультета экономики и бизнеса в местном Малагском университете, основанном при нём.
В Центре Калла Лариос проложил мраморные тротуары, перестроил площадь Конституции, открыл фонтан «Три грации», в местном парке создал музыкальный центр. Занимался программой благоустройства города, ориентируясь больше на чистоту и освоение новых пространств, которые сделали Малагу новым туристическим центром Испании, достойным Первой Национальной премии по туризму. Город при нём стал центром популярных фестивалей и Малагской ярмарки. В те годы город посещали многие известные личности, такие как король Саудовской Аравии Сауд ибн Абдул-Азиз Аль Сауд, герцог Виндзорский, тогдашний принц Хуан Карлос, популярными актёры Голливуда (Энтони Куин) и др.
Работая в годы правления каудильо Франко, он сказал «Не говорите о политике! Лучше будьте обеспокоены тем, чтобы обсудить и решить проблемы городов».
В августе 1964 года, после шести лет работы, по экономическим соображениям оставил мэрское кресло: закон Испании предусматривает, что мэры и его советники не могут получать зарплату.
Франсиско Гарсия Грана занимал должность консула Дании, академика Сан-Тельмо. С 1968 до 1977 года был деканом Коллегии адвокатов Малаги, руководил разработкой статуса политзаключённых в Конгрессе Испании.
За свою карьеру был назван выдающимся сыном своего города, награждён Золотой медалью Малаги. В 2002 году, через два года после его смерти, нынешний мэр Малаги Франсиско де ла Торре, открыл бюст в его честь на одной площадей Малаги. По мнению многих жителей Малаги Гарсия Грана был одним из лучших мэров XX-го века.